# Oost-Vlaams
Het Oost-Vlaams (Oost-Vlaams: Oast-Vloams/Uuëst-Vlaoms/Oeëst-Vlaoms - afhankelijk van de streek) is een groep Vlaamse dialecten die in de Belgische provincie Oost-Vlaanderen gesproken worden. Het dialect wordt ook gesproken in het oostelijk deel van Zeeuws-Vlaanderen in de Nederlandse provincie Zeeland.
Het behoort tot de Nederfrankische taalgroep en kent een dialectcontinuüm met zowel het West-Vlaams als het Brabants. Sommigen zien het hele Oost-Vlaams als een overgang tussen West-Vlaams en Brabants. Ook taalkundig wordt het soms, samen met West-, Frans- en Zeeuws-Vlaams bij de Vlaamse groep gerekend, soms bij de Brabants-Oost-Vlaamse groep. De dialecten in het (noord)westen van Oost-Vlaanderen leunen soms dicht aan bij het West-Vlaams, die van de Denderstreek en het oosten van het Waasland bij het Brabants.

## Indeling
Het Oost-Vlaams wordt gesproken rond de steden en gemeenten Beveren, Deinze, Eeklo, Gent, Hulst, Lokeren, Oudenaarde, Sint-Niklaas, Wetteren en Zottegem.
De dialectverschillen in de provincie Oost-Vlaanderen zijn voornamelijk in oost-west-richting georiënteerd, zodat dus de belangrijkste dialectgrenzen in de provincie hoofdzakelijk van noord naar zuid lopen. Het Oost-Vlaams dialectgebied kan ingedeeld worden in een drietal grote zones.
1. Het "echte Oost-Vlaams" beslaat iets meer dan de westelijke helft van de provincie, met daarin onder meer de steden Eeklo, Deinze, Oudenaarde, Zottegem (Zottegems), de omgeving van Gent en de Nederlandse plaats Sas van Gent. Dit gebied maakte vroeger deel uit van hetzelfde dialectgebied als het Frans- en West-Vlaams, en vertoont dan ook nog veel gemeenschappelijke kenmerken met deze dialecten. Anderzijds kent ook dit gebied al meerdere Brabantse kenmerken, waardoor het zich onderscheidt van de westelijke Vlaamse dialecten. Binnen dit gebied vormen het Gents en Ronses twee dialecteilanden, met nog een aantal eigen kenmerken. Het taalverschil tussen stad en platteland weerspiegelt het grote sociologische verschil.
2. In het Waasland, in het noordoosten van de provincie, met plaatsen als Sint-Niklaas en Lokeren, en een randje over de grens met Nederland (op het grondgebied van de gemeente Hulst), bekleedt het dialect een tussenpositie tussen de Vlaamse dialecten (van het oude Graafschap Vlaanderen) en de Brabantse dialecten van Antwerpen. De Schelde vormde echter tot in de 20ste eeuw een belangrijke barrière voor de verdere westwaartse verbrabantsing van de Wase dialecten. Pas recenter is er enige verantwerpsing op gang gekomen in het oosten van het Waasland.
3. In de Denderstreek, in het zuidoosten van de provincie, met de steden Ninove en Geraardsbergen is er een sterk Brabantse invloed. Deze regio ligt op amper 25 km van Brussel, zonder natuurlijke hindernissen, en werd dan ook al vroeg verbrabantst. Enkel in het noorden van dit gebied, tussen Aalst en Dendermonde, is de Dender wat breder, en vormt hij een natuurlijk westgrens van enkele Brabantse kenmerken.

Naast de drie kerngebieden zijn er ook twee grote overgangszones. In het westen is er een overgangsgebied tussen het West- en Oost-Vlaams. In deze zone ligt onder meer Maldegem, en dit gebied bestrijkt ook het zuidoosten van de provincie West-Vlaanderen, met de streek rond het West-Vlaamse Waregem en Avelgem. In de oostelijke helft van Oost-Vlaanderen is er een overgangszone tussen het "echte" Oost-Vlaamse kerngebied en de oostelijke, verbrabantste dialecten.
Het Hulsters spreekt men in de Nederlandse plaats Hulst en haar directe omgeving, ofwel het grootste deel van de gemeente Hulst. Evenals het Waaslands vertoont het sterke Brabantse invloed. Voor het overige is het nóg minder typisch voor het Oost-Vlaams.

## Kenmerken
Zoals alle Vlaamse streektalen heeft ook het Oost-Vlaams veel invloeden van buitenaf gehad, onder andere van de Spanjaarden, de Oostenrijkers en de Fransen. Er zijn redelijk wat woorden uit het Frans in opgenomen vanwege de verfranste hoge kringen van Vlaanderen tijdens de 19e en vroege 20e eeuw. Voorbeelden hiervan zijn: chacosse (/sjakos/), chaufage(/sjofaasj/ of /sjofazje/), de Franse uitspraak van -age in garage (/garaasj/, maar ook de Nederlandse uitspraak wordt veel gebruikt)...
Opmerkelijk is dat het dialect van de stad Gent zeer sterk verschilt van de taal van de omliggende gemeenten. Karakteristiek is bijvoorbeeld de Gentse 'R'. Hoewel dit vaker voorkomt bij stadsdialecten is de overgang van de taal in de stad en haar omliggende omgeving veel minder in bijvoorbeeld Brugge of Antwerpen. Opmerkelijk is ook de overeenkomst tussen het Gentse dialect en dat van Ronse, dat wellicht een gelijkaardige ontwikkeling meemaakte. De "gebrouwde R" (wetenschappelijke benaming : uvulaire tril, ofte "huig-R") heeft zich hoogstwaarschijnlijk ontwikkeld onder invloed van het Frans, dat lange tijd de voornaamste voertaal is geweest van de maatschappelijke elite van deze twee steden. Anderzijds dient te worden bemerkt dat deze "gebrouwde R" een recentere uitspraakvorm is die in Europese talen zoals het Frans en zelfs het Italiaans zeer geleidelijk terrein wint op de "rollende R", en in het Nederlands en zelfs het Duits is dit niet anders.
Taalhistorisch onderzoek heeft aangetoond dat de Oost-Vlaamse dialecten tot in de 16e eeuw veel kenmerken gemeen hadden met het West-Vlaams, maar dat die verwantschap sindsdien sterk verminderd is door de invloed van het Brabants.

## Voorbeelden
Alle woorden worden in één adem uitgesproken.
- Ik heb jou gisteren gezien bij de school.

'k E(b) u histere/ghîstere hezien/ghezien(g) aan 't school/d'school/d'scholle.
ik > 'k
begin-h valt weg
g > vaak zeer zachte -g tot -h
jij (acc: jou, je) > gij(acc: u)
het > 't
in de Oost-Vlaamse dialecten waar de Brabantse invloed zeer groot is, ook: 't school, 't stad
De vraag is echter in hoeverre dit afkomst van het typisch Brabantse "het school" of een uitspraak van het snelle "d'school".
en op het einde van een woord > e of 'n(Vlaandere of Vlaander'n)
- Hoeveel kost dat?

Oeveel kost (d)a? (ook veelvoorkomend: "Wa kost (d)a")
begin-h valt weg
eind-t van dat en dit valt weg
de 'd' van 'dat' verzacht onder invloed van de 't' van 'kost'